# Traqueíte
Traqueíte é a inflamação da traqueia, onde certos sintomas como a tosse seca persistente, a rouquidão, a febre, alguns sintomas de resfriado (como coriza e mal-estar) podem aparecer. É mais comum em crianças, mas isso não quer dizer que adultos e idosos não possam ter.
É importante procurar um otorrinolaringologista o quanto antes, para o tratamento adequado.